# Кастрати, Лирим (футболист, январь 1999)
Лири́м Кастра́ти (алб. Lirim Kastrati; род. 16 января 1999, Малишево, Косово и Метохия) — косоварский футболист, нападающий венгерского клуба «Фехервар» и сборной Косова. Выступает на правах аренды за клуб «Локомотива».

## Биография

### «Локомотива»
17 февраля 2018 года Кастрати дебютировал в качестве профессионального футболиста в выездном матче против «Истры 1961». Встреча закончилась 1-0 в пользу «Истры». 10 марта 2018 года забил свои первые мячи. В игре против «Динамо Загреб» Лирим забил 2 гола, встреча закончилась 4-1 в пользу Локомотивы. 16 сентября 2018 года Кастрати сделал первый хет-трик в своей карьере против «Славена Белупо», встреча закончилась со счетом 5-2. 17 февраля 2020 года Кастрати подписал пятилетний контракт с «Динамо» Загреб.

### «Динамо» Загреб
16 августа он дебютировал в домашней игре со счетом 6:0 над своим бывшим клубом «Локомотива». 26 августа Лирим забил второй гол «Динамо» в квалификации Лиги чемпионов с ЧФР Клуж. Игра закончилась со счетом 2:2. Динамо выиграло серию пенальти 6-5 и вышло в третий квалификационный раунд. 12 сентября он забил первый гол в «Вечном дерби», когда «Динамо» победило «Хайдук» со счетом 2-1 на стадионе «Полюд» . 22 октября Кастрати дебютировал в Лиге Европы УЕФА. 10 декабря он забил свой первый европейский гол, когда «Динамо» победило московский ЦСКА со счетом 3:1.